# María Luz Nájera
María Luz Nájera Julián (Madrid, 1956-Madrid, 24 de enero de 1977) fue una estudiante española que murió a consecuencia del impacto de un bote de humo lanzado por los antidisturbios en una manifestación en protesta por el asesinato ocurrido el día anterior del estudiante Arturo Ruiz García a manos de un ultraderechista. Horas más tarde, otros ultraderechistas armados mataron a tiros a cinco personas en la llamada matanza de Atocha.

## Trayectoria
Vivía en el barrio de la Alameda de Osuna y cursaba tercero de Sociología en la Facultad de Ciencias Políticas y Sociología en la Universidad Complutense de Madrid.
El 24 de enero de 1977, asistió a los actos de protesta que se habían convocado por el asesinato el día anterior de Arturo Ruiz García en el transcurso de una manifestación a manos de un pistolero armado de extrema derecha. Se encontraba en la entonces conocida como avenida de José Antonio (actual Gran Vía) sobre el mediodía, cuando recibió, según nota oficial del Gobierno Civil de Madrid, el impacto de un bote de humo disparado, a corta distancia, por un policía. Una persona la recogió en la calle de los Libreros y la llevó a la clínica de La Concepción, donde ingresó a las trece horas con un traumatismo craneoencefálico en la región parieto-occipital derecha con fractura de la bóveda craneal en múltiples niveles del que no pudo ser operada por encontrarse en coma y que le causó la muerte según explicó el jefe clínico de la Unidad de cuidados intensivos. El joven que la llevó a la clínica fue detenido y puesto en libertad horas después.
Al día siguiente, en la morgue de la calle Santa Isabel, hubo gritos de protesta contra la Policía y el Gobierno. Posteriormente, el féretro fue trasladado al cementerio del pueblo de Barajas. Al comienzo del camino, se encontraban unas tres mil personas que lo acompañaron a pie cantando La Internacional y portando una pancarta en la que se leía Mari Luz, tus compañeros de facultad no te olvidan.
La asociación de vecinos de la Alameda de Osuna, AFAO, celebró un funeral en la parroquia del barrio y convocó a continuación una manifestación silenciosa a la que no acudió la policía por expreso deseo de la asociación de vecinos. Nadie pagó por su muerte.

## Reconocimientos
La asociación de vecinos AFAO solicitó a la Junta Municipal de Barajas que honrara la memoria de Nájera poniendo su nombre a un parque de reciente construcción, pero la solicitud fue denegada. El 5 de febrero de 2007, se volvió a realizar la petición y el 23 de julio siguiente, fue aprobada por la unanimidad de todos los partidos políticos en el Pleno del Ayuntamiento de Madrid y se acordó denominar Jardines de Mari Luz Nájera a una zona verde del distrito que fue inaugurado el 23 de octubre del 2009.
En 2012, la Facultad de Ciencias Políticas y Sociología en la Universidad Complutense puso su nombre al salón de actos.
Su asesinato fue recogido por Juan Antonio Bardem en el largometraje Siete días de enero, sobre la matanza de Atocha.
Cada año, en el aniversario de su muerte se rinde homenaje a su memoria.
El 23 de enero de 2024, se estrenó en la sala Palacio de la Prensa de Madrid, el documental Las armas no borrarán tu sonrisa, dirigido por Adolfo Dufour, impulsado por Manuel Ruiz, hermano de Arturo Ruiz, asesinado durante una manifestación en Madrid, en 1977 y producido por el Colectivo Los Olvidados de la Transición (COT) y Atrapasueños Cinema. El documental, cuyo objetivo es dar a conocer algunos de los crímenes que tuvieron lugar durante la Transición y evitar que las víctimas caigan en el olvido, recoge el asesinato de Nájera.